# Естерцили
Естерцѝли (на италиански: Esterzili; на сардински: Stersili, Стерсили) е село и община в Южна Италия, провинция Южна Сардиния, автономен регион и остров Сардиния. Разположено е на 731 m надморска височина. Населението на общината е 743 души (към 2010 г.).
 До 2005 г. общината е част от провинция Нуоро.